# 滇南镰扁豆
滇南镰扁豆（学名：Dolichos junghuhnianus）为豆科扁豆屬下的一个种。